# Skythai
Skythai (griechisch Σκύθαι „die Skythen“) ist der Titel einer verlorenen Tragödie des Sophokles. Kunde über den Inhalt des Dramas erhalten wir aus Scholien (L AR IV 289–291) und aus zwei Fragmenten, die der Philologe Stefan Radt dem Stück zugeordnet hat.

## Handlung
Das Stück handelt von der Ermordung des Absyrtos durch Medea und Jason. Absyrtos wird hier, anders als in den meisten Versionen der Sage, als Halbbruder Medeas dargestellt. Otto Ribbeck ordnet diese Passage nach der Ermordung Medeas ein und schreibt sie Jason oder einem Freund Medeas zu, um sie von der Tat zu entsühnen. Richard Claverhouse Jebb glaubt dagegen, dass Medeas Vater Aietes die Worte gesprochen habe.
Auch die Rückfahrt der Argo nach Iolkos ist dargestellt. Aus diesem Abschnitt unterrichtet uns ein Fragment über die Fahrtroute, die nicht über den Fluss Tanais (Don) führt, sondern über „dasselbe Meer wie auf der Hinfahrt“, also durch das Schwarze Meer und durch den Bosporus. Nach dem Titel des Stückes vermutet der Philologe Heinz-Günther Nesselrath, dass die Ermordung des Absyrtos vor der Rückfahrt irgendwo im Skythenland stattgefunden haben muss und dass die Skythen als Chor aufgetreten seien.